# Bistum Namibe
Das Bistum Namibe (lat.: Dioecesis Namibana) ist eine in Angola gelegene römisch-katholische Diözese mit Sitz in Moçâmedes (1985–2016 Namibe). Es umfasst die Provinz Namibe.

## Geschichte
Papst Benedikt XVI. gründete es am 21. März 2009 aus Gebietsabtretungen des Erzbistums Lubango, dem es auch als Suffragandiözese unterstellt wurde. Der erste Ortsordinarius war Mateus Feliciano Augusto Tomás von Gründung am 21. März 2009 bis zu seinem Tod am 30. Oktober 2010.